# Elachiptereicus bistriatus
Elachiptereicus bistriatus är en tvåvingeart som beskrevs av Becker 1909. Elachiptereicus bistriatus ingår i släktet Elachiptereicus och familjen fritflugor. Inga underarter finns listade i Catalogue of Life.